# Lill-Mörttjärnen, Lappland
Lill-Mörttjärnen är en sjö i Arvidsjaurs kommun i Lappland och ingår i Byskeälvens huvudavrinningsområde.